# Klaus Groth

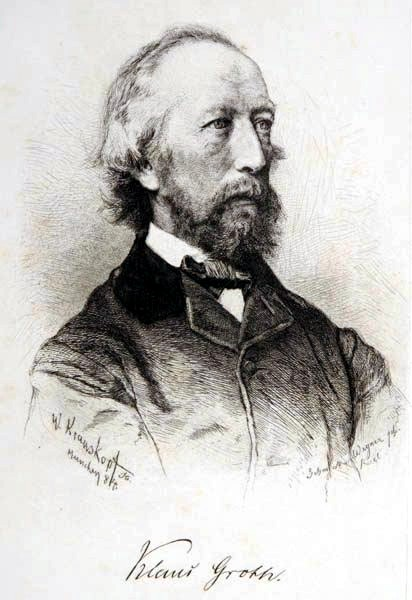
Klaus Groth (1884, von Wilhelm Krauskopf)

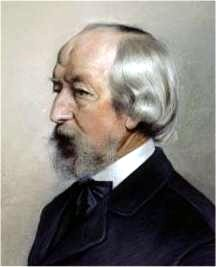
Klaus Groth (1888, von C.W.Allers)

Klaus Groth

Klaus Groth (auch: Claus Johannes Groth) (* 24. April 1819 in Heide, Herzogtum Holstein; † 1. Juni 1899 in Kiel) war ein deutscher Schriftsteller und niederdeutscher Lyriker. Er gilt gemeinsam mit Fritz Reuter als einer der Begründer der neueren niederdeutschen Literatur.

## Biografie
Klaus Groth wurde als Sohn des Müllers Hartwig Groth (1791–1860) in Heide (Dithmarschen / Holstein) geboren. Frühzeitig lernte er das Leben und die Arbeitsbedingungen seiner Heimatregion kennen. Als Groth vierzehn Jahre alt war, im Jahre 1835, nahm er zunächst eine Lehre als Schreiner beim Kirchspiel Dührsen auf, wechselte aber 1837 im Alter von achtzehn Jahren auf das Lehrerseminar in Tondern. Wegen Geldmangels brach er vier Jahre später seine Ausbildung ab und wurde Lehrer an einer Mädchenschule in seinem Heimatort Heide.
1847 erlitt Groth, der häufig krank war, einen körperlich-seelischen Zusammenbruch, der zum Ausscheiden aus dem Schuldienst führte. Krankheitsbedingt verließ er Heide und wohnte bis ins Jahr 1853 bei seinem Freund Leonhard Selle zur Genesung auf Fehmarn. Dort schrieb er seine erste plattdeutsche Gedichtssammlung Quickborn, die 1852 beim Verlag Perthes, Besser und Mauke in Hamburg erschien. Dieser Gedichtband machte Groth mit einem Schlage berühmt. Auch Theodor Storm, dem Groth im November 1852 ein Exemplar des Quickborn nach Husum geschickt hatte, lobte das Buch und empfahl es an mit ihm befreundete Schriftsteller weiter. Einige Jahre später entstand eine Freundschaft zwischen den beiden Dichtern, die sich gegenseitig in Kiel und Husum besuchten und Briefe miteinander wechselten. Klaus Groths erste hochdeutschen Gedichte waren bereits 1848 erschienen.
1853 zog er im Alter von 34 Jahren nach Kiel. Klaus Groth arbeitete hier von Oktober 1854 bis April 1855 mit Professor Karl Müllenhoff an der Erstellung der plattdeutschen Grammatik und Orthographie sowie an den neuen Auflagen des Quickborn. Fast zeitgleich erschien 1854 eine Sammlung hochdeutscher Gedichte im Band „Hundert Blätter“. Während des Winters 1854/55 entstand das Prosawerk Vertelln.
Aufgrund einer ärztlichen Empfehlung unternahm er im Frühling 1855 eine Reise, die ihn zuerst nach Bonn führte, wo ihm die Philosophische Fakultät der Rheinischen Friedrich-Wilhelms-Universität durch einstimmigen Beschluss die Ehrendoktorwürde verlieh. Jedoch verblieb er in der Position eines Honorarprofessors für deutsche Sprache und Literatur. Seine Reise führte ihn weiter in die Schweiz, später über Leipzig und Dresden nach Thüringen. In der Mitte der 1850er Jahre bemühte sich Klaus Groth, das Niederdeutsche als eine Kultursprache auszubauen und zu präsentieren. Darüber kam es zum Streit mit Fritz Reuter (1810–1874), der, obwohl sie sich nie begegnet sind, bis zum Tode von Reuter anhielt.

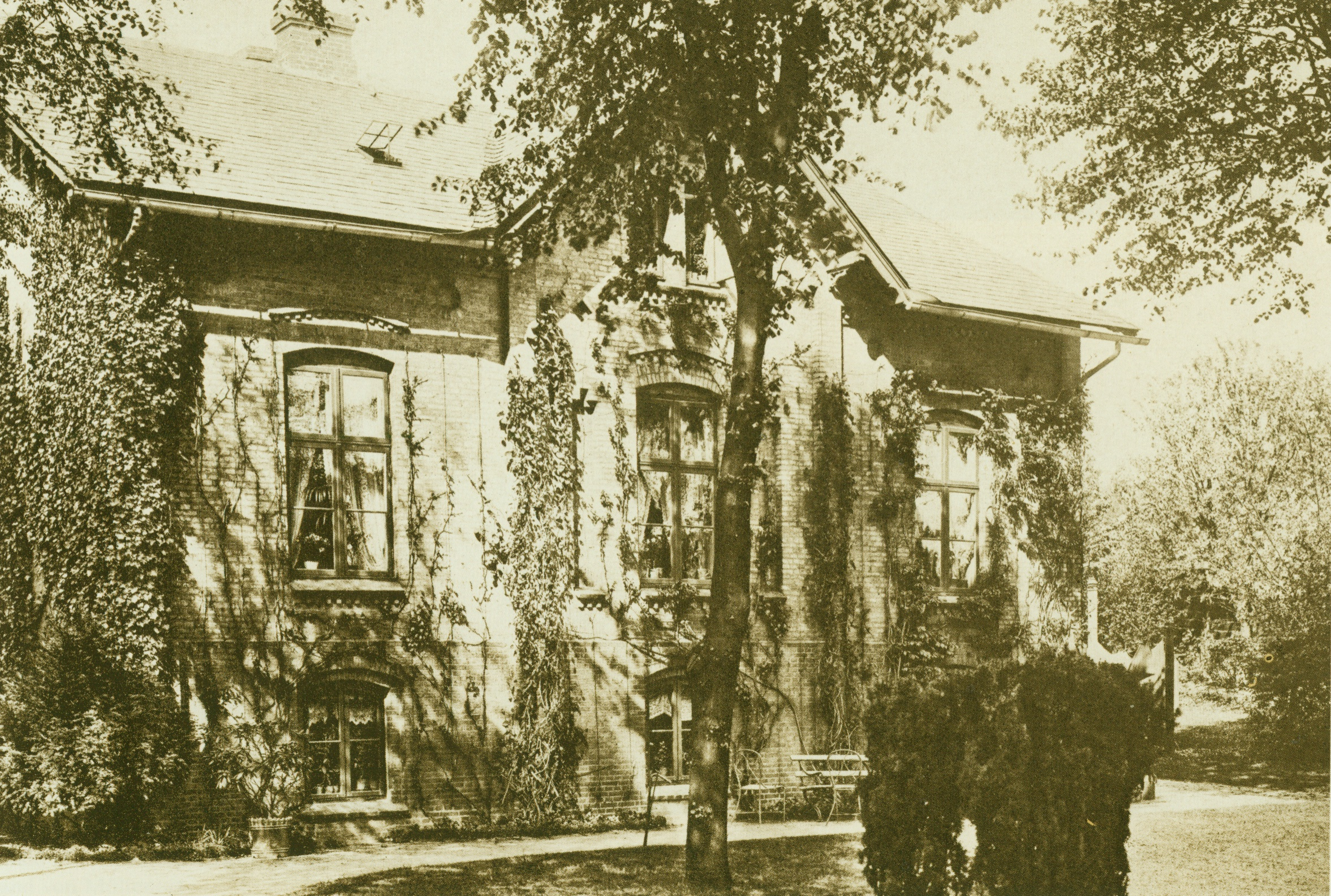
Die Kieler Villa des Dichters (1893)

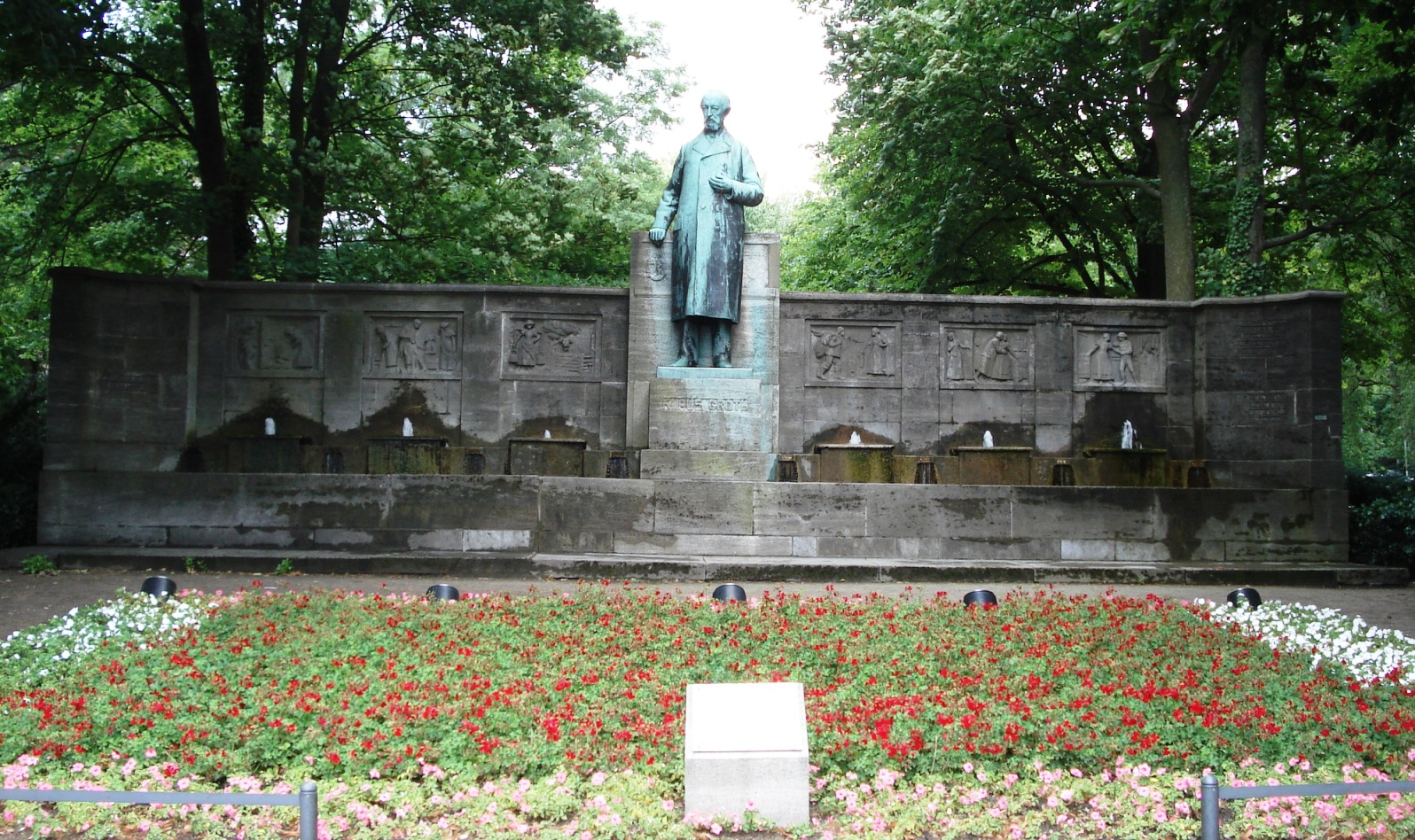
Der Klaus-Groth-Brunnen in Kiel

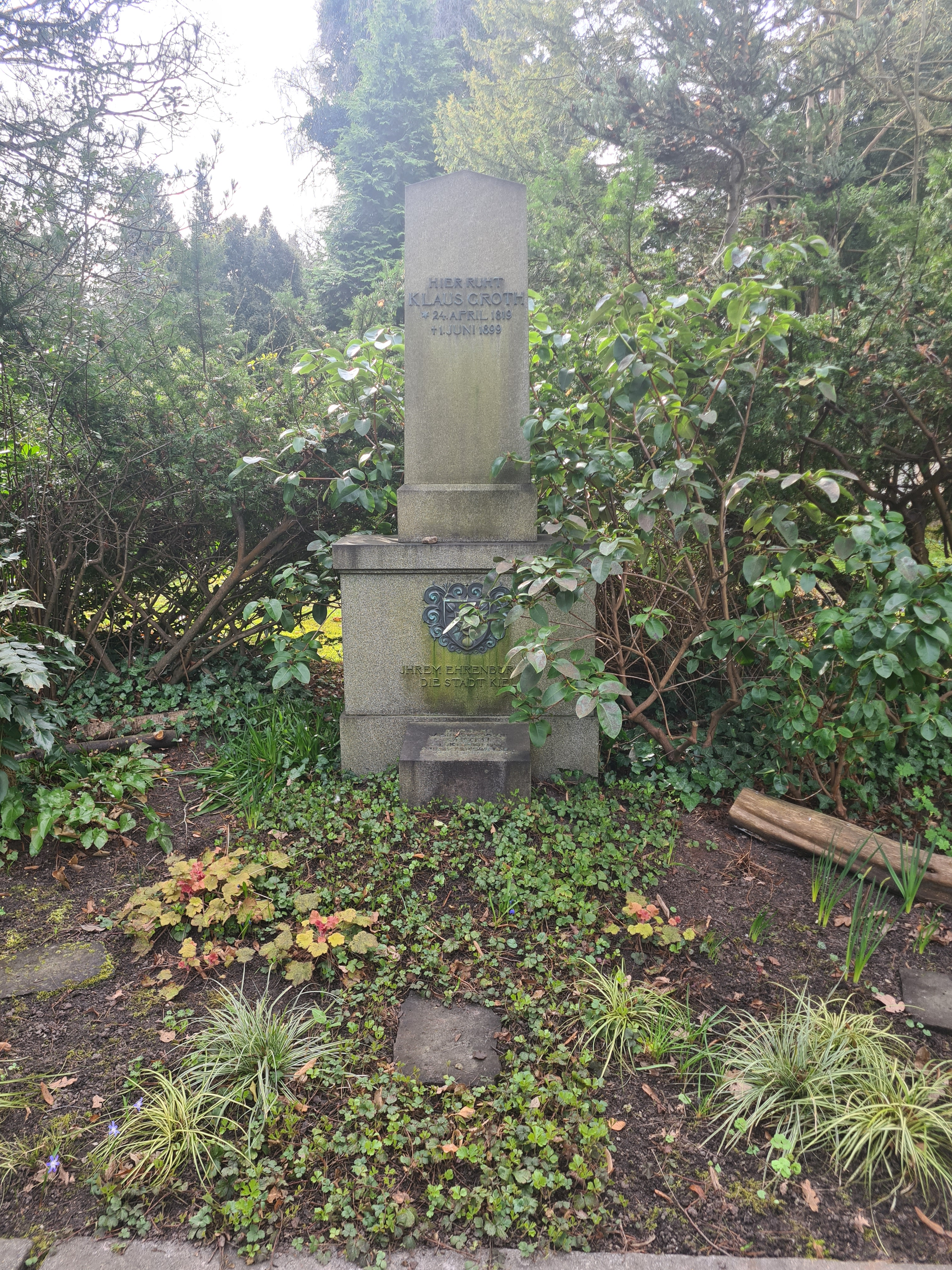
Grab auf dem Südfriedhof (Kiel)

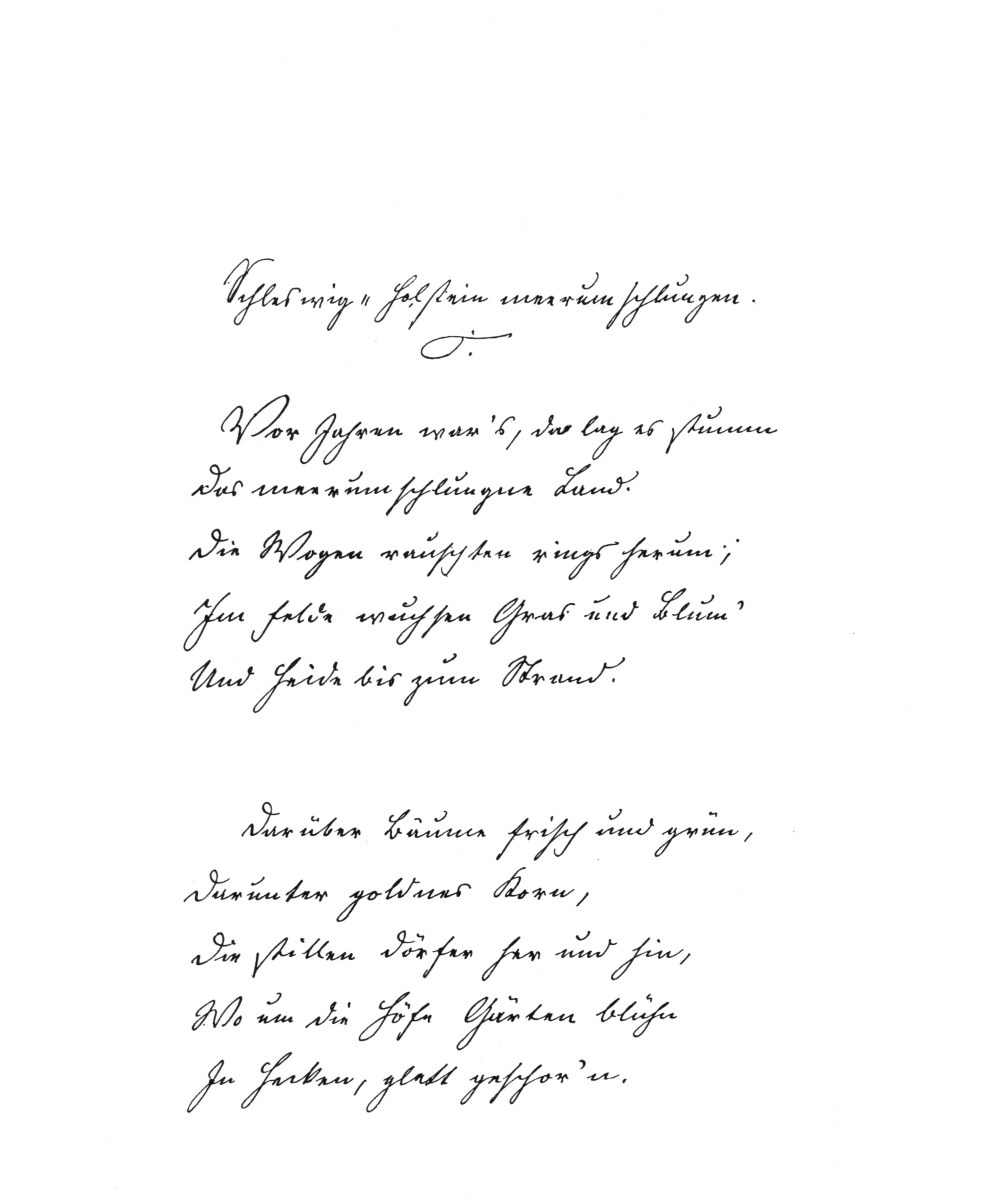
Schleswig-Holstein meerumschlungen (1896)

Im Jahre 1857 kehrte Groth wieder nach Kiel zurück, wo er im September 1858 an der Philosophischen Fakultät einen Habilitationsvortrag hielt und ihm bei dieser Gelegenheit die „venia legendi“ verliehen wurde. Im gleichen Jahr erschienen seine „Briefe über Hoch- und Plattdeutsch“ und sein Werk „Vær de Gærn“ beim G.Wigand Verlag in Leipzig. Anfang der 1860er Jahre veröffentlichte er weitere Werke wie den Lyrikband „Rothgeter Meister Lamp und sin Dochder“ und 1864 erneut im Hamburger Verlag „Fiev nie Leder to Singen und Beden“. Im Jahre 1866 verlieh ihm dann der damalige österreichische Statthalter von Holstein den Professorentitel für deutsche Sprache und Literatur. Sein Jahresgeld betrug zuerst 600 Thaler und wurde im Jahre 1871 auf 1200 preußische Thaler erhöht. In Kiel entstanden auch sein umfangreichstes Werk dieser Zeit, das Epos De Heisterkrog, sowie Min Jungsparadies und zahlreiche Gedichte. Viele dieser Gedichte wurden von ihm dann 1870 im zweiten Teil der Neuausgabe des Quickborn zusammengefasst.
Im August 1858 verlobte er sich mit Doris Finke. Am 24. August 1859 fand die Eheschließung statt. Das Paar hatte vier Söhne – Detmar, Albert, Carl und August –, von denen der älteste jedoch bereits mit sechs Jahren verstarb. Die Familie zog 1865/66 in das neu erbaute Haus am Schwanenweg im Kieler Düsternbrook, wo sowohl Doris als auch Klaus Groth bis zu ihrem Lebensende wohnten. Dort knüpften sie auf den von Doris veranstalteten Musikabenden wichtige gesellschaftliche Kontakte, vor allem zu berühmten Musikern der Zeit wie Clara Schumann oder Johannes Brahms, mit dem Groth eng befreundet war. Vor allem Brahms hat zahlreiche Gedichte von Klaus Groth, beginnend 1858, vertont. Mit seiner schwerkranken Frau unternahm er 1876 noch eine Reise nach Menton. Zur gleichen Zeit erschien sein Buch „Ut min Jungsparadies“.
Schwere Schicksalsschläge für Groth waren der Tod seiner Ehefrau 1878, welche an Lungentuberkulose verstarb, der Tod des ältesten Sohnes Detmar 1866 und seines jüngsten Sohnes August im Jahr 1889. 1893 erschienen Klaus Groth’s Gesammelte Werke bei Lipsius & Tischer. 1895 verbrachte er den Winter auf Capri in der Villa von Christian Wilhelm Allers.
Zu seinem 80. Geburtstag verliehen ihm die Städte Kiel und Heide jeweils das Ehrenbürgerrecht. Sechs Wochen darauf, am 1. Juni 1899, starb Klaus Groth. An der Stelle seines ehemaligen Hauses in Kiel steht heute das Krankenhaus „Quickborn“, das diesen Namen zur Erinnerung an das bekannteste Werk des Dichters trägt. In den Gebäuden des alten „Hauses Quickborn“ hat heute der DRK-Landesverband Schleswig-Holstein seinen Sitz. Direkt vor dem Eingang steht ein Gedenkstein, der an den Dichter erinnert. Sein Grab befindet sich auf dem Kieler Südfriedhof, auf der dort aushängenden Übersichtskarte als Punkt „E“ gekennzeichnet.

## Ehrungen
- 1875 wurde Groth der Goethe-Preis verliehen[9]
- 1889 Roter Adlerorden 3. Klasse
- 1891 wurde Groth der Schiller-Preis verliehen
- 1899 Roter Adlerorden 2. Klasse
- 1899 wurde Groth für seine Verdienste um die niederdeutsche Sprache Ehrenbürger von Kiel und Heide.[10]
- In  Kiel wird Groth durch den von Heinrich Mißfeldt geschaffenen und am Kleinen Kiel errichteten Klaus-Groth-Brunnen geehrt. (Position)
- Die Klaus-Groth-Straßen wie in Ahrensburg, Albersdorf, Bad Schwartau, Bad Bevensen, Barmstedt, Berlin, Bredstedt, Brokstedt, Bremen-Obervieland, Brunsbüttel, Buchholz in der Nordheide, Burg (Dithmarschen), Eckernförde, Elmshorn, Eutin, Flensburg, Frankfurt am Main, Friedrichsfehn, Geesthacht, Glückstadt. Greifswald, Hamburg-Borgfelde, Heide, Henstedt-Ulzburg, Husum, Kiel, Landesbergen, Itzehoe, Leck, Lübeck, Lüneburg, Neumünster, Norderstedt, Nürnberg, Pinneberg, Quickborn, Reinbek, Rellingen, Rostock, Schenefeld (Kreis Pinneberg), Schuby, (Schneverdingen) Soltau, Tornesch, Trittau, Uetersen, Verden, Walsrode, Westerland, Winsen (Luhe), der Klaus-Groth-Weg in Sankt Peter-Ording sowie der Klaus-Groth-Platz in Kiel wurden nach ihm benannt.
- Verschiedene Schulen, unter anderem in Heide (Holstein), Husum, Kiel, Neumünster (siehe Klaus-Groth-Schule Neumünster) und  Tornesch, tragen seinen Namen.
- Der Klaus-Groth-Preis wird seit 1939 verliehen.

## Groth und die niederdeutsche Sprache
Groths Bestreben war es, die „Gleichberechtigung einer plattdeutschen neben der hochdeutschen Literatur“ zu beweisen, weshalb er seine heimische Mundart zur Literatursprache ausbaute. Als ein Vorbild bezeichnete er den südwestdeutschen Dichter Johann Peter Hebel. Wie diesem gelang es ihm, auch ernste Themen auf Plattdeutsch auf literarisch hohem Niveau zu beschreiben. Groth versuchte zu verdeutlichen, dass die plattdeutsche Sprache zu allen literarischen Zwecken fähig ist. Allerdings betonte er, „dass die niederdeutsche Sprache nicht zu leeren Formeln und zu Wortgeklingel zu gebrauchen sei, sondern was ihr an Fähigkeit zur Abstraktion fehle, stünde ihr an großer sinnlicher Sicherheit zu Gebote“. Groths Auffassung vom Niederdeutschen als Literatursprache unterschied sich von der mundartlichen Erzählweise Fritz Reuters, dem anderen bedeutenden plattdeutschen Literaten, für den der Dialekt ein authentisches Merkmal seiner Prosa ist. Im Gegensatz zu Groth ging es diesem darum, die Sache des Volkes mit dessen Sprache zu verbinden. Durch diese unterschiedlichen Meinungen kam es zum Disput zwischen den beiden Schriftstellern.
Groth über Reuters Läuschen un Riemels: „[…] aber sie sind durch und durch gemein. Sie führen uns nur plumpe, unwissende oder schmutzige, schlaue Figuren vor. […] Das wäre die Blüte des Volkslebens? das seine Poesie, die man ihm absieht und ihm wiederbringt? Nein, das heißt alles in den Qualm und Wust der Bierstube hinab- und hineinziehen, wo man sich in der schluderigsten Sprechweise Vademekumsanekdoten erzählt. Da ist alles gleich, nämlich alles gemein, Bürger und Adel, hoch und niedrig.“ Reuter darauf an Groth: „Nein, Herr Doktor, unsere Wege auf dem dichterischen und volkstümlichen Gebiete gehen weit auseinander, ebensoweit wie unsere Dialekte.“
Groths hoch- und plattdeutsche Gedichte und Lieder wurden vielfach von bekannten Komponisten vertont, allen voran Johannes Brahms, aber auch Arnold Schönberg. Dem Erhalt und der Pflege des literarischen Gesamtwerks von Klaus Groth widmet sich die Klaus-Groth-Gesellschaft; für die Gesamtdokumentation besteht an der Universität Kiel das Klaus-Groth-Archiv, und das Klaus-Groth-Museum auf der Museumsinsel Lüttenheid in Heide vermittelt einen Überblick über Groths Leben, vor allem über seine Kindheit in Heide.

## Werke

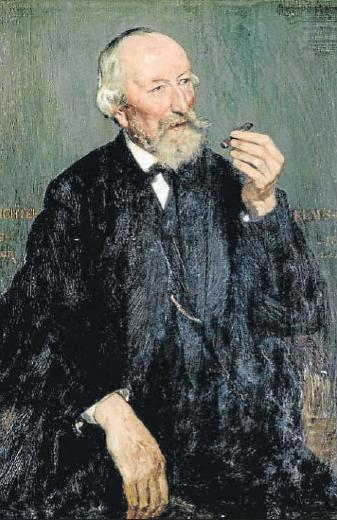
Klaus Groth (1891, von Bokelmann)

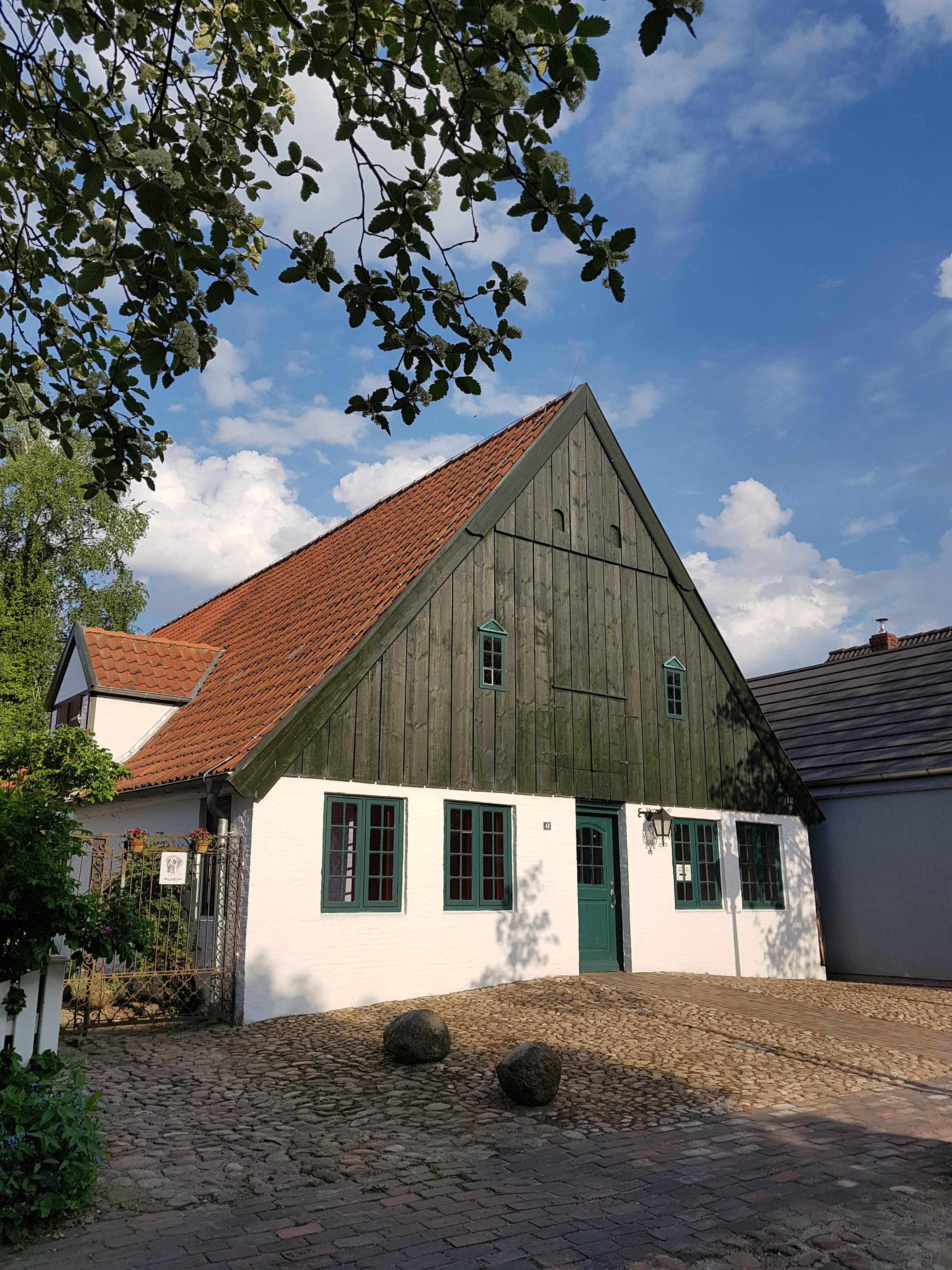
Geburtshaus des Dichters in Heide, in dem sich seit 1914 das Klaus-Groth-Museum befindet

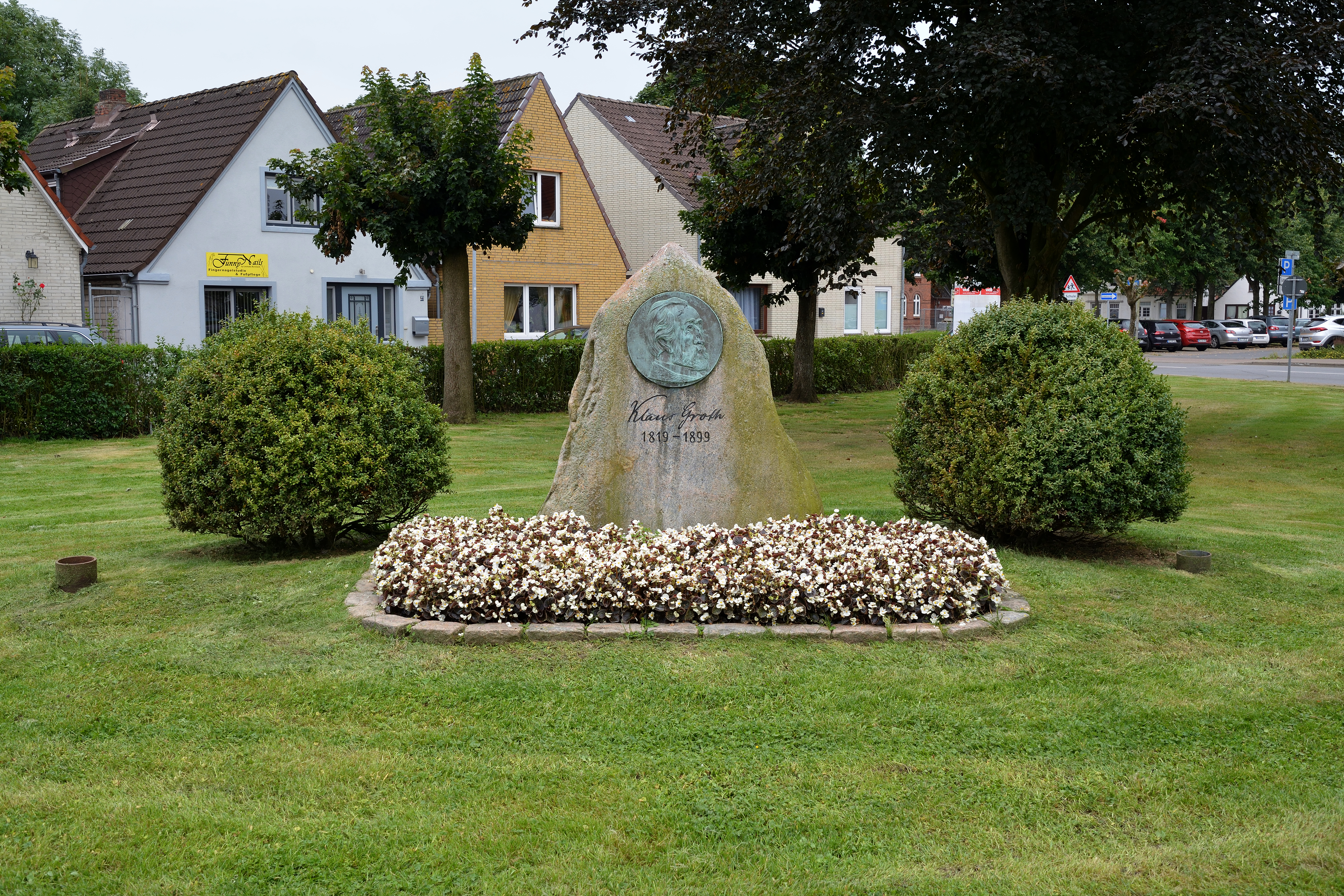
Gedenkstein in seiner Geburtsstadt Heide

### Überblick
| Jahr | Titel                                                   | Genre                    | Verlag                                  | Digitalisat   |
| ---- | ------------------------------------------------------- | ------------------------ | --------------------------------------- | ------------- |
| 1852 | Quickborn                                               | Gedichtsammlung          | Verlag Perthes, Besser & Mauke, Hamburg | (Digitalisat) |
| 1854 | Hundert Blätter                                         | Hochdeutsche Gedichte    |                                         |               |
| 1855 | Vertelln (I.)                                           | Erzählungen              | Schwer’sche Buchhandlung, Kiel          | (Digitalisat) |
| 1858 | Briefe über Hochdeutsch und Plattdeutsch                | Sprachwissenschaftliches | Schwer’sche Buchhandlung, Kiel          | (Digitalisat) |
| 1858 | Vær de Gærn                                             | Kinderreime              | Verlag G. Wigand, Leipzig               |               |
| 1859 | Vertelln (II.)                                          | Erzählung „Trina“        | Schwer’sche Buchhandlung, Kiel          | (Digitalisat) |
| 1860 | Rothgeter Meister Lamp un sien Dochder                  | Gedichte                 |                                         | (Digitalisat) |
| 1864 | Fiv nie Leder ton Singn un Beden vær Schleswig-Holsteen |                          | Verlag Perthes, Besser & Mauke, Hamburg |               |
| 1870 | Über Mundarten und mundartliche Dichtungen              | Sprachwissenschaftliches |                                         | (Digitalisat) |
| 1876 | Ut min Jungsparadies dree Vertelln                      | Erzählungen              | Verlag Georg Stilke, Berlin             | (Digitalisat) |
| 1877 | Witen Slachters                                         | Erzählung                |                                         |               |
| 1892 | Gesammelte Werke (4 Bände)                              | Werkausgabe              | Lipsius & Tischer, Kiel                 |               |

### Einzelwerke

#### Quickborn(1852)
Im November 1852 kam der plattdeutsche Gedichtband Quickborn heraus. Bis zu diesem Neuanfang von Groth war die niederdeutsche Literatur zuletzt im 17. Jahrhundert bedeutsam. Plattdeutsch sprachen vor allem Leute auf dem Lande und Leute in den unteren und mittleren Gesellschaftsschichten. Diese niederdeutsche Sprache wurde immer mehr von der hochdeutschen Schrift und Sprache verdrängt. Die Leute, die kein Hochdeutsch sprachen, wurden ausgegrenzt. Groth versuchte mit Quickborn dieser Entwicklung entgegenzutreten, denn alle Gedichte und Texte in seinem Werk, auch die anspruchsvollsten, sind im sog. Dithmarscher Platt geschrieben.

#### Vertelln(1855/1859)
In seiner zweibändigen Erzählungssammlung Vertelln (1855/1859) beschreibt Groth die Menschen vom Land und die Erlebnisse und Empfindungen der einfachen Leute. Der erste Band erschien 1855 bei der Schwer'schen Buchhandlung in Kiel und enthält neben einem vorangestellten Priamel die Erzählungen „Twischen Marsch und Geest“, „Ut de Marsch“ und „Detelf“ sowie ein Glossar unter dem Titel „Idiotismen, die noch nicht im Quickborn vorgekommen und erläutert sind“.
Der zweite Band Vertelln erschien 1859 ebenfalls bei der Schwer'schen Buchhandlung in Kiel. Der Band enthält ausschließlich die Erzählung „Trina“.

#### Vær de Gærn(1858)
Vær de Gærn (Für die Kinder) sind plattdeutsche Kinderreime. Sie wurden deshalb berühmt, weil die Reime vor allem als Wiegen- und Spiellieder verwendet wurden.

#### Ut min Jungsparadies dree Vertelln(1876)
Die drei kleinen Erzählungen in Ut min Jungsparadies haben überwiegend autobiographischen Charakter. Der Band enthält die Erzählungen „Min Jungsparadies“, „Vun den Lüttenheid“ sowie „De Höder Mael“.

### Herausgeberschaft
- Ferdinand Weber: Plattdeutsche Gedichte. Hrsg. Klaus Groth. Homann, Kiel 1861. (Digitalisat)
- Lieder aus und für Schleswig-Holstein. Gesammelt und herausgegeben von..., Perthes-Besser & Mauke, Hamburg 1864. (Digitalisat)

### Sonstige
- Reinecke Voß. Plattdeutsch nach der Lübecker Ausgabe von 1498 bearbeitet von Karl Tannen. Mit einer Vorrede von Dr. Klaus Groth. Verlag Heinrich Strack, Bremen 1861. (Digitalisat)

### Werkausgaben
Von Klaus Groths Werken sind bisher zwei Sammelausgaben erschienen:

#### Gesammelte Werke
- Gesammelte Werke, 4. Bände, Verlag Lipsius & Tischer, Kiel 1893 (Hardcover)
  1. Quickborn.
  2. Quickborn II.
  3. Plattdeutsche Erzählungen („Trina“. „Um de Heid“)
  4. Plattdeutsche Erzählungen und hochdeutsche Gedichte
- Gesammelte Werke, 4. Bände in 2 Büchern, Verlag Lipsius & Tischer, Kiel 1913 (Hardcover)

#### Sämtliche Werke
- Sämtliche Werke, Hrsg. von Friedrich Pauly in 8 Bänden, Verlag Christian Wolff, Flensburg 1954ff (Hardcover)
  1. Quickbornlieder
  2. Quickborn. Erster Teil. Mit Holzschnitten von Otto Speckter.
  3. Quickborn. Zweiter Teil. Mit 15 Holzschnitten nach Zeichnungen von Ludwig Richter.
  4. Vertelln.
  5. Hundert Blätter; Paralipomena zum Quickborn 1854; An meine Frau; Sonette; Schleswig-Holstein; Leben, Liebe und Tod; Klockenlüden; Stremels vull Sinnern; Lüttje Vertelln.
  6. Über Sprache und Dichtung; Kritische Schriften; Land und Leute in Dithmarschen; Wie mein Quickborn entstand; Briefe über Hochdeutsch und Plattdeutsch; Erhaltung der Volkssprache; Über Mundart und mundartige Dichtung; Uns Modersprak; Über Dichter und ihre Dichtung; Nordische Volksmärchen; Vermischte Beiträge; In memoriam.
  7. Briefe aus den Jahren 1841 bis 1899
  8. Klaus Groth. Sein Leben in Bild und Wort. Mit Einleitung, Anmerkungen und Glossar herausgegeben von Ivo Braak und Richard Mehlem
- Sämtliche Werke, Hrsg. von Friedrich Pauly in 6 Bänden, Boyens Buchverlag, Heide 1981 (Taschenbücher in Schuber) - Wie die Hardcoverausgabe aber ohne Bnd. 7 und 8.

#### Sonstige
Unter der Ägide der Klaus-Groth-Gesellschaft e. V. sind in jüngeren Jahren die Bände Vertelln (Hrsg. von Ulf Bichel und Reinhard Goltz, Boyens 2001), Quickborn. Mit Holzschnitten von Otto Speckter (Hrsg. von Ulf Bichel, Boyens 2004) und Memoiren (Hrsg. Ulf Bichel und Reinhard Goltz, Boyens 2005) erschienen, ohne jedoch den Anspruch an eine kritische Werkausgabe zu erheben.

### Übersetzungen
Die Werke Groths, besonders Gedichte aus dem Quickborn, wurden schon früh in andere Sprachen übersetzt, allem voran ins Hochdeutsche, um einen größeren Leserkreis zu erschließen. Es folgten Übersetzungen ins Westfriesische, Holländische, Flämische, Dänische, Italienische und Estnische. Zumeist wurden jedoch nur einzelne Gedichte übertragen. Nicht alle Übertragungen entstanden unter Wissen oder Mitwirkung Groths, zumal er insbesondere Übersetzungen ins Hochdeutsche ablehnend gegenüber stand.
| Jahr | Werk                 | Sprache       | Übers. Titel                                                                                          | Übersetzer                     | Reihe/Periodikum                              | Verlag                                | Bemerkung                                                        | Digitalisat   |
| ---- | -------------------- | ------------- | --- | ------------------------------ | --------------------------------------------- | ------------------------------------- | ---------------------------------------------------------------- | ------------- |
| 1856 | Quickborn            | Hochdeutsch   | Quickborn                                                                                             | S. Z. Szczepanski              |                                               |                                       |                                                                  |               |
| 1856 | Quickborn            | Hochdeutsch   | K. Groth's Quickborn                                                                                  | F. A. Hoffmann                 |                                               | Friedrich Vieweg & Sohn, Braunschweig | Mit einem Vorwort des Übersetzers datiert auf Sept. 1855.        | (Digitalisat) |
| 1856 | Quickborn            | Hochdeutsch   | Quickborn. Gedichte aus dem Volksleben                                                                | A. v. Winterfeld               |                                               | A. Hofmann & Comp., Berlin            |                                                                  | (Digitalisat) |
| 1856 | Vertelln (I.)        | Hochdeutsch   | Erzählungen                                                                                           | A. v. Winterfeld               |                                               | A. Hofmann & Comp., Berlin            |                                                                  | (Digitalisat) |
| 1856 | Vertelln (I.)        | Hochdeutsch   | Klaus Groth's Vertelln                                                                                | Reinhard Otto                  |                                               | Friedrich Vieweg & Sohn, Braunschweig | Mit einem Vorwort des Übersetzers datiert auf Feb. 1856.         | (Digitalisat) |
| 1856 | Quickborn            | Englisch      | | William Lewery Blackley        |                                               |                                       | Unveröffentlicht                                                 |               |
| 1857 | Quickborn            | Westfriesisch | De Quickborn. Plat duetske rymkes                                                                     | E. Halbertsma                  |                                               | E. Hosbach J. Cz., Liouwerd           | Mit einem Vorwort des Übersetzers datiert auf den 7. Sept. 1857. | (Digitalisat) |
| 1858 | Quickborn            | Französisch   | „Quickborn. (Source Vive).“                                                                           | Richard Reinhardt              | Revue Germanique (Nr. 4, 1858, S. 164–174)    |                                       | Vermutl. unter Mitwirkung von Henry B. Sloman.                   | (Digitalisat) |
| 1861 | Vertelln             | Dänisch       | Fortællinger                                                                                          | C. Rosenberg                   |                                               | Weldike                               |                                                                  |               |
| 1864 | Vertelln II.         | Flämisch      | Trina. Eene vertelling naar het Platduitsch                                                           | Rosalie Loveling               |                                               | L. Schotmans                          |                                                                  |               |
| 1866 | Quickborn            | Hochdeutsch   | Quickborn (Springquell) Uebersetzt von...                                                             | M. A. Berchem                  |                                               | J. B. Klein, Crefeld                  |                                                                  | (Digitalisat) |
| 1867 | Quickborn            | Dänisch       | Kildevaeld. Digte af Klaus Groth                                                                      | Klaus Lütt (eg. Johannes Rink) |                                               | Naestved, A. P. Bangs Bogtrykkeri     |                                                                  |               |
| 1868 | Rothgeter            | Holländisch   | | C.J. Hansen                    |                                               |                                       |                                                                  |               |
| 1869 | Sündagmorgen         | Italienisch   | Domenica mattina                                                                                      | Emilie Teza                    |                                               |                                       | Privatdruck                                                      |               |
| 1873 | Heisterkrog          | Holländisch   | Heisterkrog                                                                                           | Ursula Martha Kneppelhout      |                                               |                                       |                                                                  |               |
| 1876 | Ut min Jungsparadies | Holländisch   | | Agricola                       |                                               |                                       |                                                                  |               |
| 1882 | Witen Slachters      | Flämisch      | „Witen Slachters. Nog een vertelling uit mijn jongheidparadijs. Naar het Platduitsch van Klaus Groth“ | Virginie Loveling              | Nederlandsch Museum (Nr. 9, 1882, S. 316–348) |                                       |                                                                  |               |
| 1885 | Witen Slachters      | Französisch   | | Guillaume Chantraine (Pseud.)  |                                               |                                       |                                                                  |               |
| 2020 | Ut min Jungsparadies | Hochdeutsch   | Mein Jungsparadies                                                                                    | Heiko Thomsen                  |                                               | elbaol                                | mit Originaltext                                                 |               |

## Fortwirkung

### Hörspiel über Klaus Groth
1952 schrieb Albert Mähl sein Hörspiel Der Quickborn, das im Herbst des Jahres 1852 in Landkirchen auf Fehmarn angesiedelt ist, wo Groth nach seiner Entlassung aus dem Schuldienst in Heide, bei seinem Freund, dem Kantor Leo Selle, ein Unterkommen fand. In der Produktion des NWDR Hamburg sprach Heinz Lanker den Part des Dichters, Rudolf Beiswanger den seines Bruders Johann, Hartwig Sievers verkörperte Leo Selle und Erna Raupach-Petersen dessen Haushälterin Gretenmedder. Die Regie führte Hans Freundt.

### Vertonungen
Mehr als 1140 Vertonungen mit biographischen Hinweisen zu den Komponisten bei Peter Höhne: Gesungene Gedichte – Klaus Groth und seine Komponisten. Arezzo Musikverlag, Hamburg 2011, ISBN 978-3-00-034088-8
- Vertonungen von Gedichten Klaus Groths
- Karl Banck (1809–1889), 12 Lieder. Friedel: Dresden.[19]
- Johannes Brahms (1833–1897), op. 59, 63, 66, 97, 104, 105, 106.
- Adalbert Gülzow (1862–1933), Sechs plattdeutsche Lieder (für Sopran) nach Klaus Groth. Schlesinger, Berlin.
- Ulrich Hildebrandt (1870–1940), Matten Has, op. 19
- Otto Jahn (1813–1869), Lieder aus Groth's Quickborn. Breitkopf & Härtel: Leipzig 1858 und 1858.
- Arnold Schönberg (1874–1951), Ei du Lütte.
- Ethel Smyth (1858–1944), Nachtreiter, op. 4,4.
- Caroline Wichern (1836–1906), Lütt Matten, de Has[20]
- Fritz Bultmann (* 1937), Lütt Matten, de Has.
- Plattdütsch gistern un hüt. Mit vertonten Werken von Klaus Groth, Fritz Reuter, John Brinckman, Fritz Meyer-Scharffenberg, Rudolf Tarnow. Auswahl und Zusammenstellung: Hans-Joachim Theil, Erzähler: Gerd Micheel, Helga Gunkel u. a.( LITERA 865282/283, 1980). Online auf Youtube[21]
- Gustav Jenner (1865–1920): Acht Lieder nach Klaus Groth op. 2, aufgenommen von Ulf Bästlein und Charles Spencer 2020

Einige Neuvertonungen finden sich auch auf dem Album „Plattdeutsche Lieder“ (erschienen 1974) des Liedermachers Hannes Wader.

### Geldscheine
- 1921 gab die Stadt Bönningstedt, Amtsbezirk Pinneberg, sechs Notgeldscheine um Klaus Groth aus: 2 × 25 Pf, 2 × 50 Pf, 2 × 74 Pf. Sie zeigen das Geburtshaus; einen Mann, der Kartoffeln isst; eine betende Frau; einen pflügenden Bauern; ein verliebtes Paar; ein Porträt von Klaus Groth. Zu jeder Abbildung auch eine Zeile von Groth.
- 1921 gab die Stadt Heide drei Notgeldscheine zu 25 Pfennig, 50 Pfennig und 1 Mark mit dem Bild von Klaus Groth aus. Das Motiv wurde von dem Heider Maler Nicolaus Bachmann entworfen, der Groth bereits mehrere Male porträtiert hatte.
- 1923 gab die Stadt Kiel einen Notgeldschein zu 5 Millionen Mark mit dem Bild von Klaus Groth aus.

### Literarisches Weiterleben
In seinem Roman Die Schule der Atheisten stellt Arno Schmidt zahlreiche Bezüge zu Klaus Groth her. Dort heißt er dann allerdings Klaus Langelütje, was Rückschlüsse auf Klaus Lütt, das ist das Pseudonym des dänischen Übersetzers der Quickborn-Gedichte, zulässt. Groths Großmutter väterlicherseits hieß Katharina Klehn oder Kleen, also „klein“. Groth besaß für die damalige Zeit eine außergewöhnliche Körpergröße, war also „lang“: Aus diesen Versatzstücken hat Arno Schmidt offenbar sein „Langelütje“ gestrickt.
Arno Schmidt erwähnt auch die Gedenktafel mit der Groth-Reminiszenz am Gasthof „Zur neuen Vergesslichkeit“, errichtet an der Stelle des 1893 abgerissenen Geburtshauses der Mutter Klaus Groths.

### Klaus-Groth-Wanderweg
Zwischen den Städten Tellingstedt und Heide gibt es noch heute den Klaus-Groth-Wanderweg. Es wird angenommen, dass Klaus Groth oft auf diesem Wege zwischen seinem Geburtsort und dem seiner Mutter gewandert ist. Der Weg führt durch Wald- und Moorgebiete und misst eine Länge von knapp 15 Kilometern.

### Biographien
- Adolf Bartels: Groth, Klaus. In: Allgemeine Deutsche Biographie (ADB). Band 49, Duncker & Humblot, Leipzig 1904, S. 562–575.
- Inge Bichel, Ulf Bichel, Joachim Hartig (Hrsg.): Klaus Groth. Eine Bildbiographie, Heide 1994, ISBN 3-8042-0642-5.
- Detlef Cölln: Klaus Groth. Sein Leben und sein Werk. Westholsteinische Verlagsdruckerei „Heider Anzeiger“ GmbH, Heide in Holstein 1926.
- Gerhard Cordes: Groth, Claus Johannes. In: Neue Deutsche Biographie (NDB). Band 7, Duncker & Humblot, Berlin 1966, ISBN 3-428-00188-5, S. 166 f. (Digitalisat).
- Constant Jacob Hansen: Klaus Groth in zijn leven en streven als dichter, taalkamper, mensch met reisverhaal en terugblik op de Dietsche Beweging. L. dela Montagne, Antwerpen 1889.
- Joachim Hartig: Das Leben Klaus Groths, von ihm selbst erzählt. Heide 1979.
- Joachim Hartig: Klaus Groth auf Capri. Die Chronik einer Winterreise, 1996.
- Eduard Hobein: Über Klaus Groth und seine Dichtungen. Hamburg 1865 (Digitalisat).
- Klaus-Groth-Gesellschaft e. V. (Hrsg.): Klaus Groth. Jubiläumsmagazin zum 200. Geburtstag, Zusammengestellt von Robert Langhanke, Bernd Rachuth und Werner Siems, Heide 2019.
- Ulf-Thomas Lesle: Regionale Geschichtsbilder: Klaus Groth und das Plattdeutsche. In: A. Betz/R. Faber (Hrsg.): Kultur, Literatur und Wissenschaft in Deutschland und Frankreich. Würzburg 2004, S. 175–183.
- Gunda Massaro: „Der Schmerz zieht mit uns durchs Leben“. Doris und Klaus Groth - eine Paarbiographie. Heide 2019.
- Schleswig-Holsteinische Landesbibliothek (Hrsg.): Klaus Groth zum 200. Geburtstag. Leben, Werk und Wirkung in Dokumenten und Bildern, Heide 2019.
- Geert Seelig: Klaus Groth. Sein Leben und Werden. Hamburg 1924.
- Hans Siercks: Klaus Groth. Sein Leben und seine Werke. Kiel und Leipzig 1899.

### Tagebücher & Briefwechsel
- Joachim Hartig, Elvira Hartig (Hrsg.): Wohin das Herz uns treibt. Die Tagebücher der Doris Groth geb. Finke, Heide 1985.
- Boy Hinrichs (Hrsg.): Theodor Storm - Klaus Groth. Briefwechsel. Kritische Ausgabe Mit Dokumenten und den Briefen von Storm und Groth zum Hebbel-Denkmal, (Storm-Briefwechsel, Bnd. 11), Berlin 1990.
- Hermann Krumm (Hrsg.): Klaus Groths Briefe an seine Braut Doris Finke, Braunschweig 1910.
- Dieter Lohmeier (Hrsg.): Johannes Brahms/Klaus Groth. Briefe der Freundschaft, 1998.
- Dieter Lohmeier (Hrsg.): Klaus Groth und Karl Müllenhoff. Der Briefwechsel 1852-1858. Boyens, Heide 2024, ISBN 978-3-8042-1572-6.
- Enzo Maaß: „Quickborn/Source Vive. Traduit du dialecte ditmarsch: Klaus Groth und der Übersetzer Richard Reinhardt. Eine Begegnung in Briefen 1857–1860.“  In: Klaus-Groth-Gesellschaft (Hrsg.): Klaus-Groth-Jahrbuch. Bnd. 59. Boyens Buchverlag, Heide 2017, S. 81–120.
- Friedrich Pauly (Hrsg.): Briefe aus den Jahren 1841 bis 1899. Sämtliche Werke, Bnd. 7, Verlag Christian Wolff, Flensburg 1954ff
- Eberhard Schmidt (Hrsg.): Briefwechsel zwischen Alwine Wuthenow und Klaus Groth. Rostock 2006.
- Sieper, Ernst & Luise (Hrsg.): Briefe von Klaus Groth an die Familie Konrad Ferdinand Lange. Junge 1906.
- Paul Volquarts (Hrsg.): Um den Quickborn. Briefwechsel zwischen Klaus Groth und Karl Müllenhoff. Neumünster i. H. 1938.

### Detailstudien
- Peter Höhne: Gesungene Gedichte – Klaus Groth und seine Komponisten. Arezzo Musikverlag, Hamburg 2011, ISBN 978-3-00-034088-8
- Frithjof Löding: Theodor Storm und Klaus Groth in ihrem Verhältnis zur schleswig-holsteinischen Frage. Dichtung während einer politischen Krise,  (Quellen und Forschungen zur Geschichte Schleswig-Holsteins Band 84), Neumünster 1985.
- Peter Russel: Johannes Brahms und Klaus Groth. Die Biographie einer Freundschaft. Heide 2007.
- Hargen Thomsen: Klaus Groths Quickborn. Eine unglaubliche Buch-Karriere. Heide 2019.

### Belletristik
- Heiner Egge: In der Kajüte. Ein Roman um Klaus Groth. Husum 2004.
- Heiner Egge: Winterreise in den Süden: Die Liebesgeschichte von Doris und Klaus Groth, Heide 2019.
- Arno Schmidt: Die Schule der Atheisten, Frankfurt 1972. (Enthält zahlreiche Bezüge zu Klaus Groth.)

### Bibliographie
- Verzeichnis der Bibliotheksbestände im Klaus-Groth-Museum zu Heide. Teil I.: Autoren-Katalog. Unter der wissenschaftlichen Leitung von Joachim Hartig, bearbeitet von Rudolf Cauer. Hrsg. von der Klaus-Groth-Gesellschaft e.V, Heide 1987.
- Verzeichnis der Bibliotheksbestände im Klaus-Groth-Museum zu Heide. Teil II.: Systematischer-Katalog. Unter der wissenschaftlichen Leitung von Joachim Hartig, bearbeitet von Rudolf Cauer. Hrsg. von der Klaus-Groth-Gesellschaft e.V, Heide 1987.
- Klaus-Groth-Bibliographie. Unter Verwendung der Vorarbeiten von Rudolf Bülck, Rudolf Cauer und Joachim Hartig bearbeitet von Inge und Ulf Bichel. Online.

### Periodika
- Auf Initiative der Klaus-Groth-Gesellschaft e. V. erscheint seit 1958 ein Jahrbuch, das sich neben Beiträgen zur Groth-Forschung auch Untersuchungen zu Fragen der plattdeutschen Sprache und ihrer Dichtung in einer veränderten Welt widmet. Die Bände 1858–2008 erschienen als Jahresgabe der Klaus-Groth-Gesellschaft, seit 2009 erscheint die Reihe als Jahrbuch der Klaus-Groth-Gesellschaft. Von bisher erschienenen 632 Aufsätzen waren 111 Texte der Biographie Groths im weiteren Sinne und 58 Aufsätze bestimmten literarischen Texten gewidmet. Zehn Beiträge haben sich mit der Nachwirkung von Groths Leben und Werk befasst, und elf Primärtexte Groths und 17 Editionen seiner Briefe treten hinzu.[24]